# Kaliumacetat
Kaliumacetat är ett salt av kalium och ättiksyra med formeln (KCH3CO2).

## Framställning
Kaliumacetat kan framställas genom att neutralisera en kalium-haltig bas som till exempel kaliumhydroxid (KOH) eller kaliumkarbonat (K2CO3) med ättiksyra (CH3COOH).
{\displaystyle {\rm {2\ CH_{3}COOH+K_{2}CO_{3}\rightarrow 2\ KCH_{3}CO_{2}+CO_{2}+H_{2}O}}}

## Användning
Kaliumacetat har många användningsområden:
- Som avisnings- och frostskyddsmedel i stället för kloridsalter. Kaliumacetat är miljövänligare och mindre frätande och föredras därför på till exempel flygplatsers landningsbanor trots att det är dyrare.
- Kaliumacetat används i F-klass brandsläckare eftersom det kan kyla ner och bilda en skorpa ovanpå brinnande olja.
- Det används vid behandling av diabetisk ketoacidos eftersom det av kroppen bryts ner till kaliumvätekarbonat som höjer kroppens pH-värde.
- Kaliumacetat används tillsammans med formaldehyd-lösning för balsamering.
- Det används i livsmedel som surhetsreglerande medel med E-nummer 261.